# Eriogonum
Eriogonum (lat. Eriogonum), biljni rod iz porodice dvornikovki sa 254 vrste trajnica i polugrmova uglavnom sa zapada Sjedinjenih država.

## Vrste
1. Eriogonum abertianum Torr.
2. Eriogonum acaule Nutt.
3. Eriogonum alatum Torr.
4. Eriogonum alexanderae (Reveal) Grady & Reveal
5. Eriogonum aliquantum Reveal
6. Eriogonum allenii S. Watson
7. Eriogonum alpinum Engelm.
8. Eriogonum ammophilum Reveal
9. Eriogonum ampullaceum Howell
10. Eriogonum androsaceum Benth.
11. Eriogonum anemophilum Greene
12. Eriogonum angelense Moran
13. Eriogonum angulosum Benth.
14. Eriogonum annuum Nutt.
15. Eriogonum apiculatum S. Watson
16. Eriogonum apricum J. T. Howell
17. Eriogonum arborescens Greene
18. Eriogonum arcuatum Greene
19. Eriogonum aretioides Barneby
20. Eriogonum argillosum Howell
21. Eriogonum argophyllum Reveal
22. Eriogonum arizonicum Stokes ex M. E. Jones
23. Eriogonum artificis Reveal
24. Eriogonum atrorubens Engelm.
25. Eriogonum austrinum (S. Stokes) Reveal
26. Eriogonum baileyi S. Watson
27. Eriogonum batemanii M. E. Jones
28. Eriogonum bicolor M. E. Jones
29. Eriogonum bifurcatum Reveal
30. Eriogonum brachyanthum Coville
31. Eriogonum brachypodum Torr. & A. Gray
32. Eriogonum brandegeei Rydb.
33. Eriogonum breedlovei (J. T. Howell) Reveal
34. Eriogonum brevicaule Nutt.
35. Eriogonum butterworthianum Howell
36. Eriogonum caespitosum Nutt.
37. Eriogonum calcareum (S. Stokes) Grady & Reveal
38. Eriogonum callistum Reveal
39. Eriogonum capillare Small
40. Eriogonum cedrorum Reveal & Raiche
41. Eriogonum cernuum Nutt.
42. Eriogonum chrysops Rydb.
43. Eriogonum ciliatum Torr. ex Benth.
44. Eriogonum cinereum Benth.
45. Eriogonum cithariforme S. Watson
46. Eriogonum clavatum Small
47. Eriogonum clavellatum Small
48. Eriogonum clivosum W. J. Hess & Reveal
49. Eriogonum codium Reveal, Caplow & K. A. Beck
50. Eriogonum collinum Stokes ex M. E. Jones
51. Eriogonum coloradense Small
52. Eriogonum compositum Douglas ex Benth.
53. Eriogonum concinnum Reveal
54. Eriogonum congdonii (S. Stokes) Reveal
55. Eriogonum contiguum (Reveal) Reveal
56. Eriogonum contortum Small
57. Eriogonum correllii Reveal
58. Eriogonum corymbosum Benth.
59. Eriogonum covilleanum Eastw.
60. Eriogonum crocatum Davidson
61. Eriogonum cronquistii Reveal
62. Eriogonum crosbyae Reveal
63. Eriogonum cusickii M. E. Jones
64. Eriogonum darrovii Kearney
65. Eriogonum dasyanthemum Torr. & A. Gray
66. Eriogonum davidsonii Greene
67. Eriogonum deflexum Torr.
68. Eriogonum deserticola S. Watson
69. Eriogonum desertorum (Maguire) R. J. Davis
70. Eriogonum diatomaceum Reveal, J. Reynolds & Picciani
71. Eriogonum diclinum Reveal
72. Eriogonum divaricatum Hook.
73. Eriogonum domitum Grady & Reveal
74. Eriogonum douglasii Benth.
75. Eriogonum eastwoodianum Howell
76. Eriogonum effusum Nutt.
77. Eriogonum elatum Douglas ex Benth.
78. Eriogonum elegans Greene
79. Eriogonum elongatum Benth.
80. Eriogonum encelioides Reveal & C. A. Hanson
81. Eriogonum ephedroides Reveal
82. Eriogonum eremicola Howell & Reveal
83. Eriogonum eremicum Reveal
84. Eriogonum ericifolium Torr. & A. Gray
85. Eriogonum esmeraldense S. Watson
86. Eriogonum evanidum Reveal
87. Eriogonum exaltatum M. E. Jones
88. Eriogonum exilifolium Reveal
89. Eriogonum fasciculatum Benth.
90. Eriogonum fastigiatum Parry
91. Eriogonum fimbriatum W. J. Hess & Reveal
92. Eriogonum flavum Nutt.
93. Eriogonum foliosum S. Watson
94. Eriogonum fusiforme Small
95. Eriogonum galioides I. M. Johnst.
96. Eriogonum giganteum S. Watson
97. Eriogonum gilmanii S. Stokes
98. Eriogonum glandulosum (Nutt.) Nutt. ex Benth.
99. Eriogonum gordonii Benth.
100. Eriogonum gossypinum Curran
101. Eriogonum gracile Benth.
102. Eriogonum gracilipes S. Watson
103. Eriogonum gracillimum S. Watson
104. Eriogonum grande Greene
105. Eriogonum graniticum B. L. Turner
106. Eriogonum greggii Torr. & A. Gray
107. Eriogonum gypsophilum Wooton & Standl.
108. Eriogonum hastatum Wiggins
109. Eriogonum havardii S. Watson
110. Eriogonum heermannii Durand & Hilg.
111. Eriogonum helichrysoides (Gand.) Prain
112. Eriogonum hemipterum (Torr. & A. Gray) S. Stokes
113. Eriogonum henricksonii Reveal
114. Eriogonum heracleoides Nutt.
115. Eriogonum hieracifolium Benth.
116. Eriogonum hirtellum Howell & Bacig.
117. Eriogonum hirtiflorum A. Gray ex S. Watson
118. Eriogonum hoffmannii S. Stokes
119. Eriogonum holmgrenii Reveal
120. Eriogonum hookeri S. Watson
121. Eriogonum howellianum Reveal
122. Eriogonum hylophilum Reveal & Brotherson
123. Eriogonum incanum Torr. & A. Gray
124. Eriogonum inerme (S. Watson) Jeps.
125. Eriogonum inflatum Torr.
126. Eriogonum intrafractum Coville & Morton
127. Eriogonum intricatum Benth.
128. Eriogonum jamesii Benth.
129. Eriogonum jonesii S. Watson
130. Eriogonum kelloggii A. Gray
131. Eriogonum kennedyi Porter ex S. Watson
132. Eriogonum kingii Torr. & A. Gray
133. Eriogonum lachnogynum Torr. ex Benth.
134. Eriogonum lancifolium Reveal & Brotherson
135. Eriogonum latens Jeps.
136. Eriogonum latifolium Sm.
137. Eriogonum lemmonii S. Watson
138. Eriogonum leptocladon Torr. & A. Gray
139. Eriogonum leptophyllum (Torr. & A. Gray) Wooton & Standl.
140. Eriogonum libertinum Reveal
141. Eriogonum lobbii Torr. & A. Gray
142. Eriogonum loganum A. Nelson
143. Eriogonum lonchophyllum A. Gray
144. Eriogonum longifolium Nutt.
145. Eriogonum luteolum Greene
146. Eriogonum maculatum A. Heller
147. Eriogonum mancum Rydb.
148. Eriogonum marifolium A. Gray
149. Eriogonum mensicola S. Stokes
150. Eriogonum microtheca Nutt.
151. Eriogonum mitophyllum Reveal
152. Eriogonum mohavense S. Watson
153. Eriogonum molestum S. Watson
154. Eriogonum molle Greene
155. Eriogonum moranii Reveal
156. Eriogonum mortonianum Reveal
157. Eriogonum multiflorum Benth.
158. Eriogonum natum Reveal
159. Eriogonum nealleyi Coult.
160. Eriogonum nervulosum (S. Stokes) Reveal
161. Eriogonum nidularium Coville
162. Eriogonum niveum Douglas ex Benth.
163. Eriogonum nortonii Greene
164. Eriogonum novonudum M. Peck
165. Eriogonum nudum Douglas ex Benth.
166. Eriogonum nummulare M. E. Jones
167. Eriogonum nutans Torr. & A. Gray
168. Eriogonum ochrocephalum S. Watson
169. Eriogonum orcuttianum S. Watson
170. Eriogonum ordii S. Watson
171. Eriogonum ostlundii M. E. Jones
172. Eriogonum ovalifolium Nutt.
173. Eriogonum palmerianum Reveal
174. Eriogonum panamintense Morton
175. Eriogonum panguicense (M. E. Jones) Reveal
176. Eriogonum parishii S. Watson
177. Eriogonum parvifolium Sm.
178. Eriogonum pauciflorum Pursh
179. Eriogonum pelinophilum Reveal
180. Eriogonum pendulum S. Watson
181. Eriogonum pharnaceoides Torr.
182. Eriogonum pilosum S. Stokes
183. Eriogonum plumatella Durand & Hilg.
184. Eriogonum polycladon Benth.
185. Eriogonum polypodum Small
186. Eriogonum pondii Greene
187. Eriogonum prattenianum Durand
188. Eriogonum preclarum Reveal
189. Eriogonum procidum Reveal
190. Eriogonum pulchrum Eastw.
191. Eriogonum pusillum Torr. & A. Gray
192. Eriogonum pyrolifolium Hook. ex A. E. Murray
193. Eriogonum racemosum Nutt.
194. Eriogonum reniforme Torr. & Frém.
195. Eriogonum repens (S. Stokes) Reveal
196. Eriogonum ripleyi Howell
197. Eriogonum rixfordii S. Stokes
198. Eriogonum robustum Greene
199. Eriogonum rosense Nelson & P. B. Kenn.
200. Eriogonum roseum Durand & Hilg.
201. Eriogonum rotundifolium Benth.
202. Eriogonum rubricaule Tidestr.
203. Eriogonum rupinum Reveal
204. Eriogonum salicornioides Gand.
205. Eriogonum saxatile S. Watson
206. Eriogonum scabrellum Reveal
207. Eriogonum scalare S. Watson
208. Eriogonum scopulorum Reveal
209. Eriogonum shockleyi S. Watson
210. Eriogonum siskiyouense Small
211. Eriogonum smithii Reveal
212. Eriogonum soliceps Reveal & Björk
213. Eriogonum soredium Reveal
214. Eriogonum spathulatum A. Gray
215. Eriogonum spectabile B. L. Corbin, Reveal & R. Barron
216. Eriogonum spergulinum A. Gray
217. Eriogonum sphaerocephalum Douglas ex Benth.
218. Eriogonum strictum Benth.
219. Eriogonum subreniforme S. Watson
220. Eriogonum suffruticosum S. Watson
221. Eriogonum temblorense Howell & Twisselm.
222. Eriogonum tenellum Torr.
223. Eriogonum ternatum Howell
224. Eriogonum terrenatum Reveal
225. Eriogonum thomasii Torr.
226. Eriogonum thompsoniae S. Watson
227. Eriogonum thornei (Reveal & Henrickson) L. M. Shultz
228. Eriogonum thurberi Torr.
229. Eriogonum thymoides Benth.
230. Eriogonum tiehmii Reveal
231. Eriogonum tomentosum Michx.
232. Eriogonum trichopes Torr.
233. Eriogonum tripodum Greene
234. Eriogonum truncatum A. Gray
235. Eriogonum tumulosum (Barneby) Reveal
236. Eriogonum turneri Reveal
237. Eriogonum twisselmanii (J. T. Howell) Reveal
238. Eriogonum umbellatum Torr.
239. Eriogonum ursinum S. Watson
240. Eriogonum vestitum Howell
241. Eriogonum villiflorum A. Gray
242. Eriogonum villosissimum Reveal & D. A. York
243. Eriogonum vimineum Douglas ex Benth.
244. Eriogonum viridescens A. Heller
245. Eriogonum viridulum Reveal
246. Eriogonum viscanum W. J. Hess & Reveal
247. Eriogonum viscidulum Howell
248. Eriogonum visheri A. Nelson
249. Eriogonum watsonii Torr. & A. Gray
250. Eriogonum wetherillii Eastw.
251. Eriogonum wootonii (Reveal) Reveal
252. Eriogonum wrightii Torr. ex Benth.
253. Eriogonum zapatoense Moran
254. Eriogonum zionis Howell
255. Eriogonum × ammei Reveal & Veilleux
256. Eriogonum × blissianum Mason
257. Eriogonum × duchesnense Reveal
258. Eriogonum × nebraskense Rydb.

## Sinonimi
- Espinosa Lag.
- Eucycla Nutt.
- Pterogonum Gross
- Sanmartinia Buchinger
- Trachytheca Nutt. ex Benth.